# Lịch sử tiền
Tiền giấy lần đầu tiên được phát triển vào triều đại nhà Đường Trung Quốc trong thế kỷ thứ 7, mặc dù tiền giấy thực sự chưa từng xuất hiện cho đến thế kỷ 11, trong triều đại nhà Tống. Việc sử dụng tiền giấy sau đó đã lan rộng khắp Đế quốc Mông Cổ hoặc triều đại nhà Nguyên Trung Quốc. Các nhà thám hiểm châu Âu như Marco Polo đã đưa ra khái niệm này ở châu Âu trong thế kỷ 13. Napoleon phát hành tiền giấy vào đầu thập niên 1800. Tiền giấy hay tiền mặt có nguồn gốc là biên lai cho giá trị được lưu giữ trên tài khoản tương đương "giá trị nhận được", và không nên dùng chung với các "hối phiếu nhìn thấy" có kỳ phiếu được phát hành với lời hứa sẽ chuyển đổi vào một ngày sau đó.
Nhận thức về tiền giấy như tiền đã phát triển theo thời gian. Ban đầu, tiền được dựa trên kim loại quý. Một số người xem tiền giấy như một I.O.U. hoặc kỳ phiếu: một lời hứa trả cho ai đó bằng kim loại quý khi xuất trình (xem tiền đại diện). Nhưng chúng đã được chấp nhận một cách dễ dàng - vì sự thuận tiện và bảo mật - ở Luân Đôn, ví dụ, từ cuối thập niên 1600 trở đi. Với việc loại bỏ các kim loại quý khỏi hệ thống tiền tệ, tiền giấy đã phát triển thành tiền định danh.

### Tiền giấy thời kỳ đầu Trung Quốc

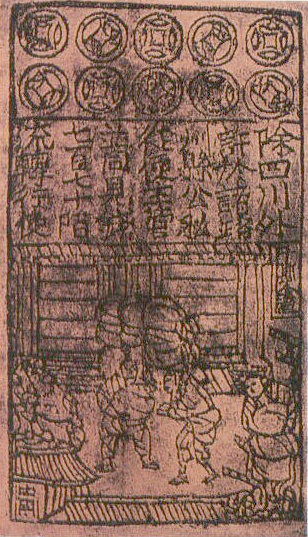
Jiaozi thời nhà Tống, loại tiền giấy sớm nhất thế giới.

Một bản in từ triều đại nhà Nguyên và tờ tiền có dòng chữ Trung Quốc.

Công cụ tiền giấy đầu tiên được sử dụng ở Trung Quốc là vào thế kỷ thứ 7, trong triều đại nhà Đường (618–907). Các thương gia sẽ phát hành cái mà ngày nay được gọi là kỳ phiếu dưới dạng biên lai ký gửi cho người bán buôn để tránh sử dụng số lượng lớn tiền đúc bằng đồng trong các giao dịch thương mại lớn. Trước khi sử dụng những tờ tiền này, người Trung Quốc đã sử dụng tiền xu có hình tròn, ở giữa có một lỗ hình chữ nhật. Các đồng tiền có thể được xâu lại với nhau trên một sợi dây. Các thương gia, nếu họ đủ giàu, đã nhận thấy rằng dây tiền quá nặng để có thể mang đi dễ dàng, đặc biệt là đối với các giao dịch lớn. Để giải quyết vấn đề này, tiền xu có thể được để lại cho một người đáng tin cậy, người bán sẽ được đưa cho một tờ giấy (biên lai) ghi lại số tiền họ đã gửi cho người đó. Khi họ trả lại tờ giấy cho người đó, tiền của họ sẽ được trả lại.
Tiền giấy thật sự, được gọi là "jiaozi" (交子 - giao tử), phát triển từ những tờ tiền này vào thế kỷ 11 trong triều đại nhà Tống. Đến năm 960, chính phủ nhà Tống thiếu đồng để tạo ra tiền xu và đã phát hành những tờ tiền lưu hành chung đầu tiên. Những tờ tiền này là lời hứa của người cai trị sẽ đổi chúng sau này cho một số vật có giá trị khác, thường là vật đặc biệt. Việc phát hành giấy báo có thường là trong một thời hạn giới hạn và sau đó sẽ được chiết khấu với số tiền đã hứa. Jiaozi không thay thế tiền xu nhưng được sử dụng song song với chúng.

### Nhà thám hiểm và thương gia Châu Âu
Theo một tạp chí du lịch về chuyến thăm Praha năm 960 của Ibrahim ibn Yaqub, những mảnh vải nhỏ được sử dụng như một phương tiện thương mại, những tấm vải này có tỷ giá hối đoái ấn định so với bạc.
Vào khoảng năm 1150, hiệp sĩ nhà dòng sẽ phát hành ghi chú cho những người hành hương. Những người hành hương sẽ ký gửi những vật có giá trị với một giáo giới Nhà dòng địa phương trước khi lên đường đến Đất Thánh và nhận một tài liệu cho biết giá trị khoản ký gửi của họ. Sau đó, họ sẽ sử dụng tài liệu đó khi đến Thánh địa để nhận tiền từ kho bạc có giá trị tương đương.

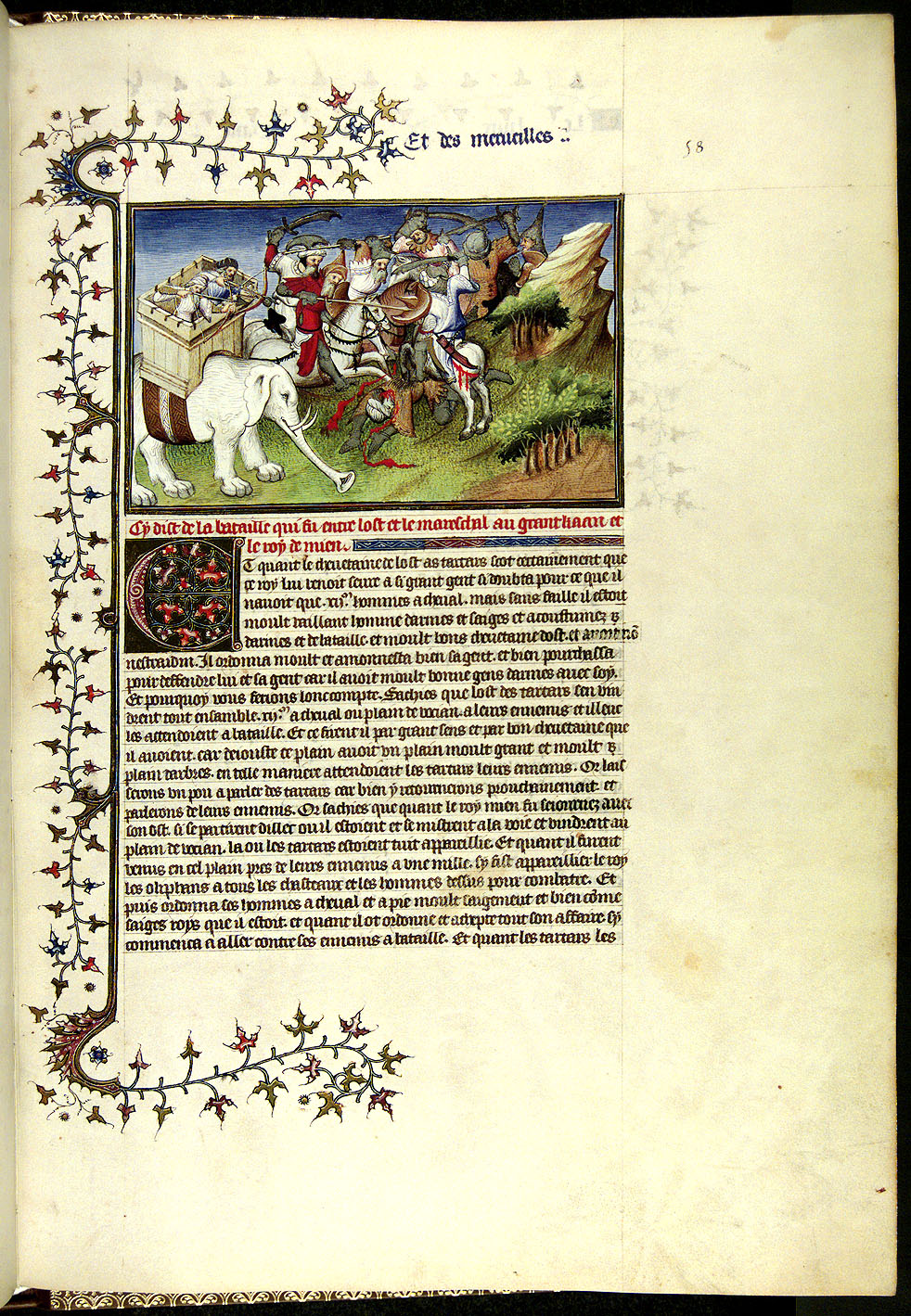
Marco Polo đã mô tả việc sử dụng tiền giấy ban đầu ở Trung Quốc đối với Châu Âu thời Trung cổ trong cuốn sách của mình, The Travels of Marco Polo.

### Sự ra đời của tiền giấy Châu Âu

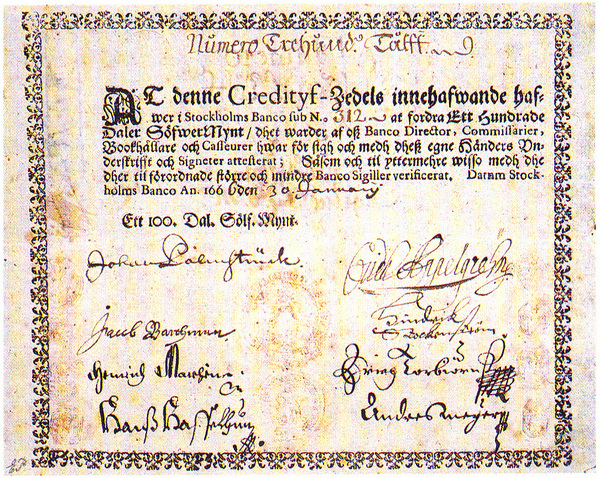
Tiền giấy đầu tiên ở Châu Âu, do Stockholms Banco phát hành năm 1666.

Sự chuyển hướng sang việc sử dụng những biên lai này làm phương tiện thanh toán đã diễn ra vào giữa thế kỷ 17, với tên gọi cuộc cách mạng giá cả, khi lạm phát vàng tương đối nhanh gây ra đánh giá lại về cách hoạt động của tiền. Chủ hiệu kim hoàn của Luân Đôn bắt đầu đưa ra biên lai phải trả cho người mang chứng từ hơn là người gửi tiền ban đầu. Điều này có nghĩa là tờ tiền có thể được sử dụng làm tiền tệ dựa trên sự bảo mật của chủ hiệu kim hoàn, không phải chủ tài khoản của chủ hiệukim hoàn. Các chủ ngân hàng cũng bắt đầu phát hành tiền giấy có giá trị lớn hơn tổng giá trị dự trữ vật chất của họ dưới hình thức cho vay, với giả định rằng họ sẽ không phải đổi tất cả các loại tiền giấy đã phát hành cùng một lúc. Sự thay đổi quan trọng này đã thay đổi kỳ phiếu đơn giản thành một cơ quan mở rộng thành chuỗi cung ứng tiền tệ. Khi những biên lai này ngày càng được sử dụng nhiều hơn trong hệ thống lưu thông, người gửi tiền bắt đầu yêu cầu lập nhiều biên lai với mệnh giá cố định, nhỏ hơn để sử dụng làm tiền. Biên lai nhanh chóng trở thành một văn bản lệnh thanh toán số tiền cho bất kỳ ai sở hữu tờ tiền. Những tờ tiền này được coi là tờ tiền giấy hiện đại đầu tiên.
1. ↑  "Chapter 12: Security Printing and Seals" (PDF). Security Engineering: A Guide to Building Dependable Distributed Systems. tr. 245. The introduction of paper money into Europe by Napoleon in the early 1800s, and of other valuable documents such as bearer securities and passports, kicked off a battle between security printers and counterfeiters
2. ↑  Ebrey, Walthall & Palais (2006), tr. 156.
3. ↑  Bowman (2000), tr. 105.
4. ↑  Gernet (1962), tr. 80.
5. ↑  Peter Bernholz (2003). Monetary Regimes and Inflation: History, Economic and Political Relationships. Edward Elgar Publishing. tr. 53. ISBN 978-1-84376-155-6.
6. ↑  Daniel R. Headrick (ngày 1 tháng 4 năm 2009). Technology: A World History. Oxford University Press. tr. 85. ISBN 978-0-19-988759-0.
7. ↑  Jankowiak, Marek. Dirhams for slaves. Medieval Seminar, All Souls, 2012, p.8
8. ↑  Sarnowsky, Jürgen (2011). Templar Order. doi:10.1163/1877-5888_rpp_com_125078. ISBN 978-9-0041-4666-2.
9. ↑  Martin, Sean (2004). The Knights Templar: The History and Myths of the Legendary Military Order (ấn bản thứ 1). New York: Thunder's Mouth Press. ISBN 978-1560256458. OCLC 57175151.
10. ↑  "Sverige, Palmstruchska banken, Kreditsedel 10 daler silvermynt, 17 april 1666" [Europe's first banknotes]. Alvin (bằng tiếng Thụy Điển).
11. ↑  
Faure AP (ngày 6 tháng 4 năm 2013). "Money Creation: Genesis 2: Goldsmith-Bankers and Bank Notes". Social Science Research Network. SSRN 2244977.
12. ↑  De Geschiedenis van het Geld (the History of Money), 1992, Teleac, page 96
13. ↑  Vincent Lannoye (2011). The History of Money for Understanding Economics. Vincent Lannoye. tr. 132. ISBN 978-1-4802-0066-1.